# Мурза (приток Ницы)
Мурза (Гильдеевка) — река в России, протекает по Свердловской области. Устье реки находится в 129 км по левому берегу реки Ница. Длина реки составляет 61 км, площадь водосборного бассейна 521 км².

## Притоки
- Песьянка
- Морозовка
- 35 км: Таложанка
- 39 км: Продольная
- Помазкина

## Данные водного реестра
По данным государственного водного реестра России относится к Иртышскому бассейновому округу, водохозяйственный участок реки — Ница от слияния рек Реж и Нейва и до устья, речной подбассейн реки — Тобол. Речной бассейн реки — Иртыш.
Код объекта в государственном водном реестре — 14010501912111200007224.